# Isola Cloyd
L'isola Cloyd (in inglese Cloyd Island) è una piccola isola antartica facente parte dell'arcipelago Windmill.
Localizzata ad una latitudine di 66° 24' sud e ad una longitudine di 110°33' est, l'isola si trova tra Isola Ford e l'Isola Herring. La zona è stata mappata per la prima volta mediante ricognizione aerea durante l'operazione Highjump e l'operazione Windmill, negli anni 1947-1948. È stata intitolata dalla US-ACAN J R Cloyd, militare dell'Army Transport Service durante l'operazione Windmill.